# Образков, Иван Абрамович
Иван Абрамович Образков (1903 — 1956) — советский военачальник, генерал-майор авиации (1943). Командующий ВВС 20-й армии и командующий 4-й ударной авиационной группы в период Великой Отечественной войны.

## Биография
Родился 16 июля 1903 года в Майкопе.
С 1925 года призван в ряды РККА, направлен для обучения в военное авиационное училище, по окончании которого служил на командных должностях в частях ВВС РККА. В 1940 году окончил Военную академию командного и штурманского состава ВВС РККА.
С 30 октября 1940 по 27 июля 1941 год —	командир 140-го скоростного бомбардировочного авиационного полка ВВС 20-й армии в составе Орловского военного округа (со 2 июля в составе Западного фронта). Под руководством И. А. Образкова полк с 23 июня участвовал в Приграничных сражениях а с 10 июля в Смоленском сражении. 3 ноября 1941 года УПВС СССР был награждён Орденом Красного Знамени: 

За время боевых действий полком под командованием полковника Образцова было сделано 390 самолётовылетов. Сбито в воздушных боях 22 самолёта противника. Сам тов. Образков имеет 6 болевых вылетов на самолётах Пе-2 и СБ на боевые задания водил девятку. Умелым маневром наносил большие повреждения танковым колоннам противника, в бою проявлял мужество и отвагу...
С 27 июля по 20 октября 1941 года — заместитель командира 47-й смешанной авиационной дивизии. С 24 октября 1941 по 4 февраля 1942 года — командир 43-й смешанной авиационной дивизии ВВС Западного фронта, в составе фронта его дивизия участвовала в основных операциях битвы за Москву: с 20 октября —  Тульской и с 15 ноября — Клинско-Солнечногорской оборонительных операциях, с 1 декабря участвовал в Наро-фоминской и с 17 декабря — Калужской операциях, с 8 января 1942 года в  Ржевско-Вяземской стратегической наступательной операции.
С 20 февраля по 20 марта 1942 года являлся командующим ВВС 20-й армии. С 20 марта по 20 мая 1942 года — командующий 4-й ударной авиационной группы, под его руководством авиационная группа с 20 марта по 20 апреля участвовала в  Ржевско-Вяземской операции. С 1942 по 1944 год — командир авиационной базы Абаданск в Иране, основной задачей которой является приёмка и испытание иностранной авиационной техники по ленд-лизу для советских фронтов. 17 марта 1943 года Постановлением СНК СССР ему было присвоено звание генерал-майор авиации. 28 апреля 1944 года УПВС СССР был награждён Орденом Ленина: 

Командир Абаданской авиабазы генерал-майор Образков, попав своеобразные условия [база расположена в англо-американском гарнизоне] он быстро освоился с этой непривычной обстановкой, понял её и значение поставленной задачи, правильно и хорошо организовал работу по приёмке и перегонке импортных самолётов, принимаемых от американцев и англичан. Настойчиво добивается повышения темпов сдачи самолётов и ускорения перегонки их в СССР. В полученных нами через южную трассу значительном количестве самолётов — исключительно большая заслуга генерала Образкова. Встречая огромные трудности в перегонке самолётов тов. Образков исключительно инициативно и энергично подходил к их преодолению и разрешению...
С 1944 по 1945 год являлся руководителем миссии Военно-воздушных сил СССР в США. С 1945 по 1948 год — старший военный советник Народно-освободительной армии Югославии. С 24 апреля по 20 мая 1948 года находился в распоряжении главнокомандующего АДД ВС СССР маршала А. Е. Голованова. С 1948 по 1949 год — начальник Управления военных училищ АДД ВС СССР. С 1949 по 1950 год обучался в Высшей военной академии имени К. Е. Ворошилова и с 1950 по 1953 год — старший преподаватель этой академии.
С 1953 года на пенсии.
Скончался 16 июня 1956 года в Москве.

## Награды
- два ордена Ленина (1944, 1950);
- три ордена Красного Знамени (1941, 1945);
- два ордена Красной Звезды (1940, 1944);
- Юбилейная медаль «XX лет Рабоче-Крестьянской Красной Армии»;
- Медаль «За оборону Москвы»[1][2][3] .